# Julian Stříbrný

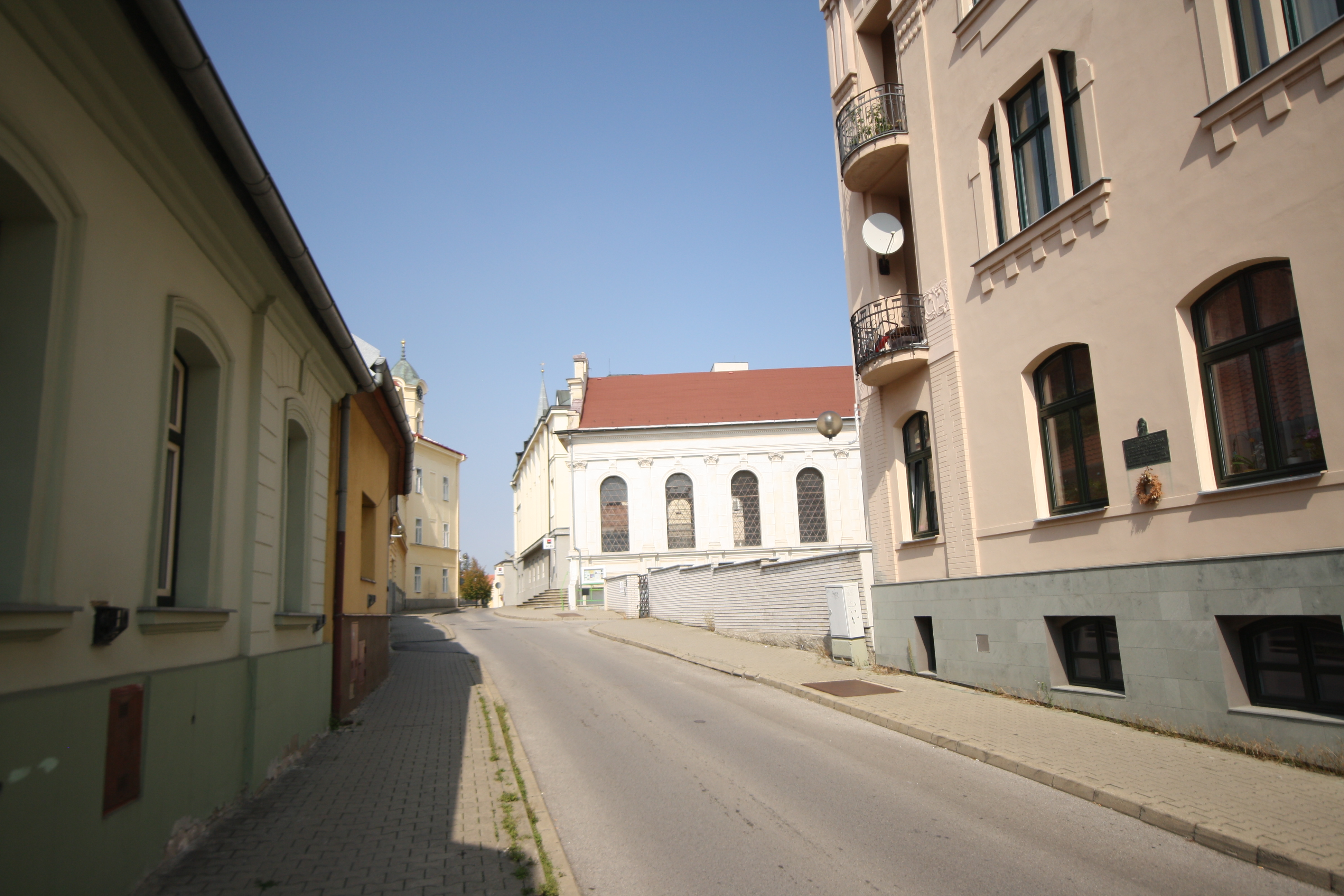
dům čp. 705 v ulici Plk. Stříbrného

Julian Stříbrný (9. listopadu 1883 Kladno – 16. července 1943 Drážďany) byl československý legionář, příslušník protinacistické odbojové organizace Obrana národa. V rodném Kladně je po něm pojmenována ulice Plk. Stříbrného.

## Život
Elektromontér z Kladna, vystudoval průmyslovku v Brně. Do armády byl povolán v roce 1914, nejprve na italské frontě, od roku 1916 na ruské. Podplukovníkem byl jmenován v roce 1924, poté působil jako posádkový velitel v Kadani, v roce 1937 odešel na Slovensko. Do Kladna se vrátil po rozpadu ČSR a v červenci 1939 byl převeden do výslužby. Velením vojenské organizace Obrana národa na Kladensku byl pověřen na popud generála Františka Kraváka. V únoru 1940 byl zatčen při pokusu o přechod hranic, za nacistický odboj prošel několika koncentračními tábory a byl popraven ve věznici v Drážďanech.
Plaketa z roku 1947 na domě čp. 705 v ulici Plk. Stříbrného (poblíž bývalé synagogy a hlavní pošty) nese nápis: Zde žil a byl zatčen ruský legionář, bratr; plukovník JULIAN STŘÍBRNÝ žalářovaný a popravený v Drážďanech za odboj proti německým vetřelcům. * 9.11.1883 † 16.7.1943 Československá obec legionářská v Kladně 1947; Státní prům. škola Kladno